# CivCity: Rom
CivCity: Rom (Originaltitel: CivCity: Rome) ist ein Computerspiel aus dem Genre der Wirtschaftssimulationen, das von Firefly Studios und Firaxis Games entwickelt und in Deutschland am 28. Juli 2006 von 2K Games veröffentlicht wurde. Das Spiel wurde durch die Welt von Sid Meier’s Civilization inspiriert und ähnelt den Teilen der Caesar-Computerspielreihe.
In ihm verwaltet der Spieler einzelne Städte des Römischen Reiches durch das strategische Platzieren von Gebäuden. Die primäre Herausforderung besteht darin, den Einwohnern Zugang zu allerlei Gütern und kulturellen Einrichtungen zu verschaffen, sodass sich deren Wohnungswesen aufwerten und dadurch die Steuereinnahmen steigen. Ebenfalls müssen Missionsziele erfüllt werden, wie etwa bestimmte Werte bei der Einwohnerzahl, bei der Anzahl eines bestimmten Wohnungswesens oder bei der Anzahl von verkauften oder erworbenen Gütern zu erreichen.

## Spielprinzip
Eine Hauptaufgabe des Spiels besteht darin, den steigenden Bedürfnissen der Einwohner einer Stadt durch Zugang zu Gütern und kulturellen Einrichtungen nachzukommen, sodass sich deren Wohngebäude zu immer größeren Wohnungswesen aufwerten und dadurch höhere Steuern erzielt werden können. Um dies zu gewährleisten, können gegen Denare verschiedene Gebäude errichtet werden, wobei es anfangs ausreicht für die Produktion der Güter Wasser, Fleisch, Tuniken und Olivenöl zu sorgen. Später wird auch Zugang zu Religion, Unterhaltung, Gesundheit, Bildung, und etlichen weiteren Gütern benötigt. Für die Bewohner des größten Wohnungswesens, des Palasts, müssen 28 unterschiedliche Bedürfnisse erfüllt werden.
Ein zweiter wichtiger Punkt ist die Stadtzufriedenheit. Ist diese positiv, so wandern Leute in die Stadt ein. Ist sie negativ, so wandern die Leute aus der Stadt ab. Die Stadtzufriedenheit setzt sich aus unterschiedlichen Faktoren zusammen, zu denen die Höhe der Löhne, der Rationen, der Freizeit, der Arbeitslosigkeit und der unbeherbergten Arbeiter zählen. Auch spielt dabei der Zivilisationswert einer Stadt eine Rolle, der sich aus den Gebieten Unterhaltung, Religion, Öffentliche Verwaltung und Pracht errechnet. Um den Unterhaltungswert zu steigern, können beispielsweise Amphitheater für Gladiatorenkämpfe und ein Circus für Wagenrennen errichtet werden. Der Religionswert kann durch den Bau von Tempeln für verschiedene Götter erhöht werden. Der Wert für die Öffentliche Verwaltung wird unter anderem durch den Zugang der Bevölkerung zu Gesundheits- und zu Bildungseinrichtungen bestimmt. Der Prachtwert einer Stadt wird durch die Qualität der Wohnungswesen, die Anzahl und Größe von Stadtverzierungen wie Gärten und Springbrunnen sowie die Sauberkeit der Straßen beeinflusst. Weiterhin kann die Stadtzufriedenheit durch die sieben Wunder Großer Leuchtturm, Große Bibliothek, Pantheon, Trajanssäule, Obelisk, Circus Maximus und Kolosseum gesteigert werden. Durch die Errichtung des Letzteren werden Tierkämpfe zwischen Elefanten und Löwen sowie Giraffen und Leoparden möglich. Nicht beeinflussbar sind externe Ereignisse, durch die der Spieler Nachrichten von Größen wie Cleopatra, Julius Cäsar und Spartacus erhält und die die Stadtzufriedenheit für einen kurzen Zeitraum stark steigern oder verringern.
Weiterhin ist es möglich mit benachbarten Städten Handel zu Land oder per Schiff zu treiben, um eventuell fehlende Güter zu beschaffen oder die Stadtkasse zu füllen. Auch können zahlreiche Weiterentwicklungen erforscht werden, die beispielsweise die Produktionsrate einzelner Güter erhöhen oder die Steuereinnahmen steigern. In einer Stadt können Feuer oder Revolten ausbrechen. Zudem kann sie von einem Rudel Löwen, einem Erdbeben oder, in militärischen Missionen, von feindlichen Kriegern heimgesucht werden. Für die Stadtverteidigung, können eine Stadtmauer und bis zu drei Kastelle errichtet werden, die jeweils Platz für eine Legionärskohorte und zwei Velites-Kohorten bieten.
Insgesamt sind über 115 verschiedene Gebäudetypen und 70 verschiedene erforschbare Technologien verfügbar.

## Missionen
Das Spiel enthält eine Kampagne, die 14 Friedensmissionen und 6 Militärmissionen beinhaltet sowie 11 Einzelmissionen, die 5 Friedensmissionen, 3 Militärmissionen und 3 Karten für ein freies Spiel umfassen.
Im friedlichen Teil der Kampagne übernimmt der Spieler die Geschicke von Lavinium, Capena, Tarentum, Massilia, Creta, Ctesiphon und Britannia (Londinium). Ziel ist es vorgegebene Missionsziele zu erfüllen, zu denen beispielsweise das Erreichen bestimmter Werte bei der Einwohnerzahl, bei der Anzahl eines bestimmten Wohnungswesens, bei der Anzahl von verkauften oder erworbenen Gütern und beim Zivilisationswert sowie die Erfüllung von Güteranforderungen des Senats zählen können. Eine Niederlage erfolgt, wenn das Stadtkapital in den negativen Bereich sinkt oder, wie in manchen Missionen vorgegeben, ein Zeitlimit zur Erfüllung der Aufgaben überschritten wird. Der Spieler beginnt dabei als ein einfacher Bürger Roms und erlangt nach und nach die Ämter Quaestur, Ädil, Censur, Praetur und Konsul, bis er schließlich zum neuen Kaiser des Römischen Reiches aufsteigt.
Der militärische Teil der Kampagne ist nach den Missionen in Tarentum verfügbar. In diesem muss der Spieler als Tribun die Städte Cyrene, Mediolanum, Saguntum, Pelusium und Colonia, zusätzlich zu geringen wirtschaftlichen Missionsanforderungen, gegen Angreifer aus Ägypten, Karthago und Germanien verteidigen, sowie mehrere germanische Städte erobern. Eine Niederlage erfolgt, wenn das Stadtkapital in den negativen Bereich sinkt oder der Stadtkern zerstört wird.

## Weiteres
Wird ein Wohngebäude errichtet, so zieht dort zunächst ein Arbeiter ein. Die Bewohner von höheren, aufgewerteten Wohnungswesen suchen sich eine Frau und bekommen mit dieser ein Kind, wodurch den Bedürfnissen nach Gütern und kulturellen Errungenschaften effektiver nachgekommen werden kann. Später können bis zu zwei Sklaven Teil eines Haushalts werden. Für jede einzelne Personen kann nachgeschaut werden, wo sie sich gerade aufhält, wo sie wohnt, wo sie arbeitet und wo sie gerade hingeht. Auch ist es möglich in sämtliche Gebäude hineinzuschauen, um die Leute bei ihrem täglichen Leben zu beobachten.
Im Spiel mit enthalten sind ein Karteneditor und eine Zivilopädie, die vielerlei Informationen über das Leben im Römischen Reich bereitstellt.